# Día Internacional en Memoria de las Víctimas del Holocausto
El Día Internacional en Memoria de las Víctimas del Holocausto es una jornada que se celebra cada año el 27 de enero desde 2006, establecida por la Asamblea General de las Naciones Unidas en 2005.

## Proclamación
El Día Internacional en Memoria de las Víctimas del Holocausto fue promovido por el Consejo de Europa, que estableció una jornada para la Conmemoración del Holocausto y la Prevención de Crímenes contra la Humanidad. Esta decisión fue tomada por los ministros de educación de los Estados miembros en octubre de 2002, con el propósito de fomentar la educación y la memoria para prevenir futuros genocidios. Luego, el 1 de noviembre de 2005, la Asamblea General de las Naciones Unidas proclamó el Día Internacional en Memoria de las Víctimas del Holocausto. La resolución de la ONU buscó honrar a las víctimas del Holocausto y promover la educación como herramienta clave para prevenir genocidios futuros y combatir el antisemitismo y otras formas de intolerancia.

## Conmemoración
Cada 27 de enero recuerda la liberación de Auschwitz-Birkenau por las tropas soviéticas en 1945. La UNESCO juega un papel importante en la divulgación y educación relacionadas con este día, reafirmando el compromiso contra el antisemitismo, el racismo y otras formas de intolerancia. La primera conmemoración bajo la proclamación de la ONU tuvo lugar en 2006. En esta fecha, el Consejo de Europa también contribuye proporcionando recursos educativos y apoyo a los docentes para concienciar sobre el Holocausto y los crímenes contra la humanidad. Este día no solo es un recordatorio de los crímenes nazis, sino una llamada a la responsabilidad colectiva de los Estados miembros para abordar los traumas remanentes, mantener la memoria viva, cuidar los lugares históricos y promover la educación y la investigación sobre el Holocausto.

## Relevancia actual
En 2019, el secretario general de Naciones Unidas, António Guterres, enfatizó la importancia de este día en el contexto contemporáneo, destacando cómo la intolerancia sigue afectando a grupos vulnerables como minorías, comunidades musulmanas, migrantes y refugiados. Subrayó la necesidad de unirse en la conmemoración para luchar por valores universales y construir un mundo basado en la igualdad, resaltando la continua relevancia del Holocausto como un recordatorio de los peligros del odio y la discriminación actual.

## Día Internacional de Conmemoración en Memoria de las Víctimas del Holocausto
- 2006: Conmemoración 2006[5]
- 2007: Conmemoración 2007[7]
- 2008: Conmemoración 2008[8]
- 2009: An Authentic Basis for Hope: Holocaust Remembrance and Education[9]
- 2010: Conmemoración del Holocausto: El legado de la supervivencia[10]
- 2011: Las mujeres y el holocausto: Valentía y compasión[11]
- 2012: Los niños y el Holocausto[12]
- 2013: Rescates durante el Holocausto: La valentía de preocuparse[13]
- 2014: Viajes a través del Holocausto[14]
- 2015: La libertad, la vida y el legado de los supervivientes del Holocausto[15]
- 2016: El Holocausto y la dignidad humana[16]
- 2017: Recordación del Holocausto: educar para un futuro mejor[17]
- 2018: Recordación y enseñanza del Holocausto: nuestra responsabilidad compartida[18]
- 2019: Holocaust Remembrance: Demand and Defend Your Human Rights[19]
- 2020: 75 años después de Auschwitz: recordación y enseñanza del Holocausto en pro de la justicia global[20]
- 2021: La vida después del Holocausto: recuperación y reconstitución[21]
- 2022: Memoria, dignidad y justicia[22]
- 2023: Hogar y pertenencia[23]
- 2024: Reconocimiento del extraordinario valor de las víctimas y los supervivientes del Holocausto[24]

## Conmemoración en Israel
Existe un día nacional para el recuerdo de las víctimas, llamado Yom Hashoá, pero tiene lugar el 27 de Nisán del calendario hebreo. Sin embargo el día internacional es conmemorado con visitas oficiales del gobierno a varios puntos del país. Cada año el Ministerio de la Diáspora presenta un reporte anual de antisemitismo.